# حمري الخشب وقسي الوريقة
حُمري الخشب وقسي الوريقة (الاسم العلمي: Erythroxylum vaccinifolium)، نوع من النباتات المُزهرة من جنس حمري الخشب.
يُستخدم لتحضير الكاتوابا (catuaba)، وهو شراب يستخدم لتنشيط الجنسي في طب الأعشاب البرازيلي. أنه يحتوي على صنف من قلواني التروبان يسمى كاتوابينيس (catuabines).